# Mandevilla immaculata
Mandevilla immaculata är en oleanderväxtart som beskrevs av R. E. Woodson. Mandevilla immaculata ingår i släktet Mandevilla och familjen oleanderväxter. Inga underarter finns listade i Catalogue of Life.